# Johan Otto von Spreckelsen
Johan Otto von Spreckelsen (* 4. Mai 1929 in Viborg; † 15. März 1987 in Hørsholm) war ein dänischer Architekt und Universitätsprofessor. Er gelangte durch den Bau der Grande Arche zu Berühmtheit, die dem westlich von Paris auf der „Königsachse“ (Axe historique) gelegenen Geschäftsviertel La Défense neue Signifikanz verlieh.

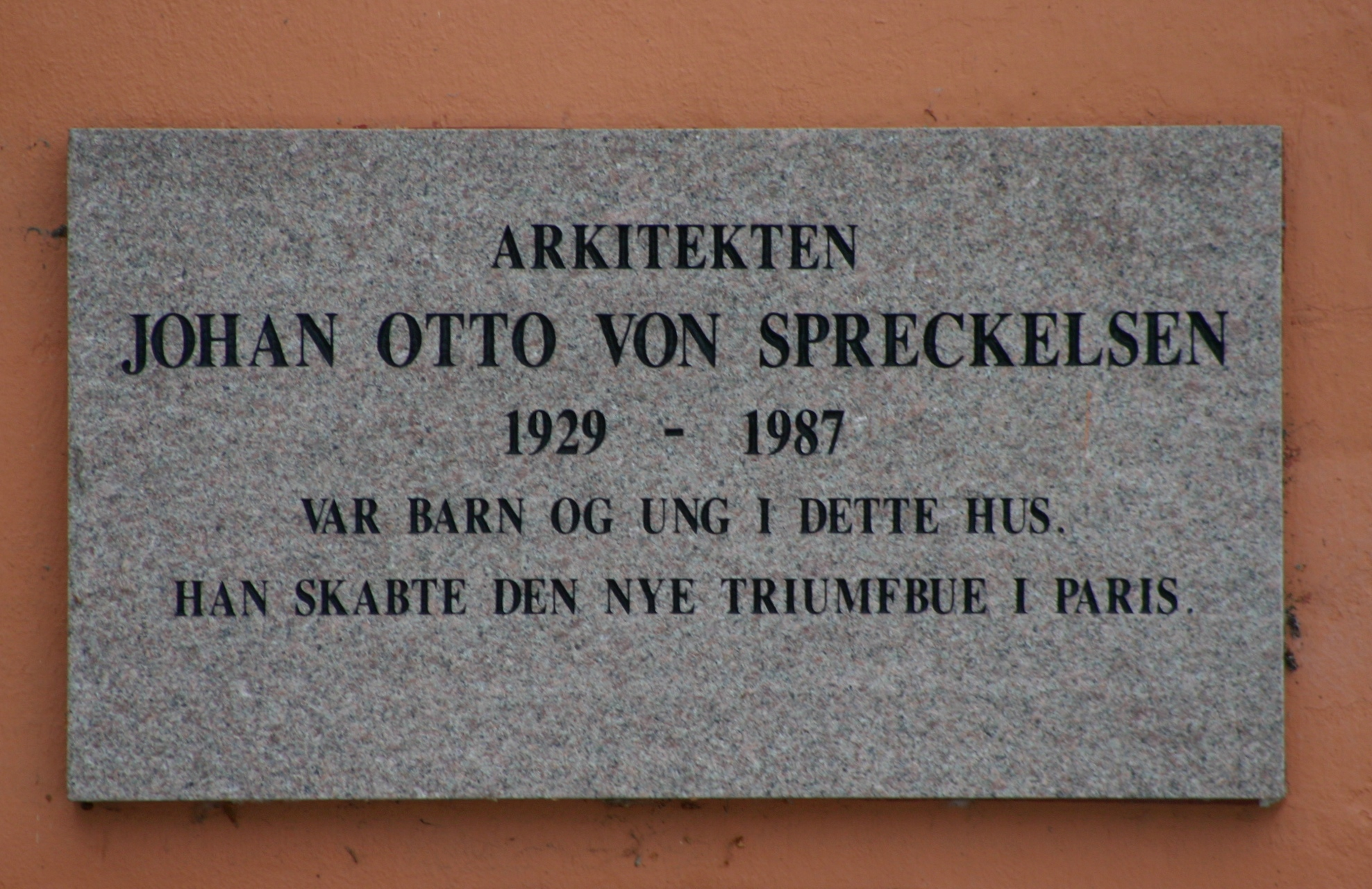
Gedenktafel am Geburtshaus J.O. von Spreckelsens in Viborg

## Leben und Werk

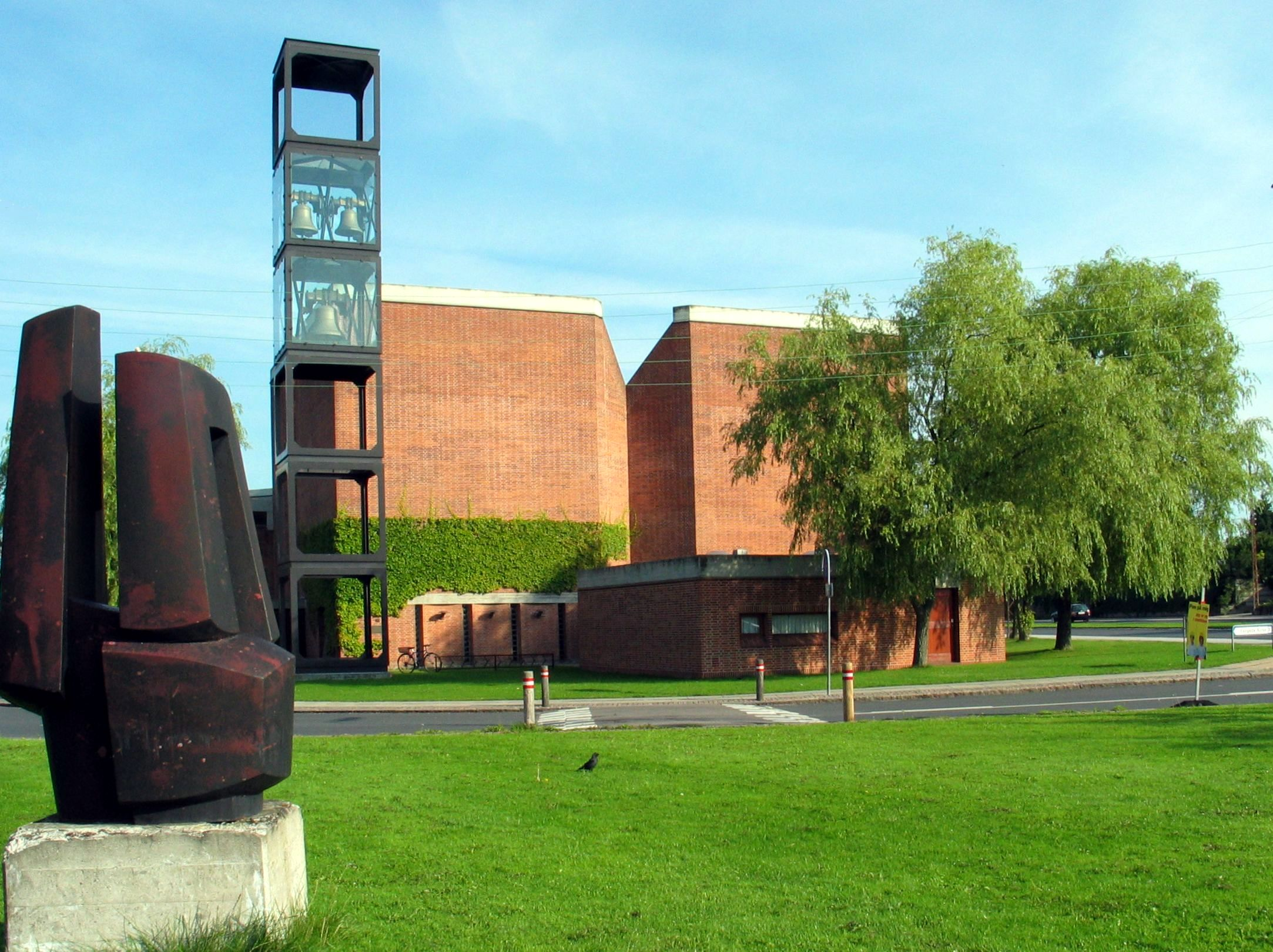
Vangede Kirche bei Kopenhagen

Johan Otto von Spreckelsen wurde in Viborg als Sohn des Bücherrevisors und Heimatforschers Otto von Spreckelsen und dessen Ehefrau Maria Antonie geb. von Taborsky geboren. Die Mutter war eine gebürtige Ungarin. Die Familie war katholisch. Der Familienname stammt aus Dithmarschen.
Johan Otto von Spreckelsen erhielt sein Diplom 1953 an der Königlichen Kunstakademie Kopenhagen und gründete 1958 sein eigenes Architekturbüro. Er war Vertreter der UNESCO an der Technischen Universität des Nahen Ostens, kurz METU, in Ankara (1960–1962), Ehrenprofessor an der Universität von Ohio (ab 1963) und kehrte schließlich 1978 als Professor an die Kunstakademie in Kopenhagen zurück, wo er für das Fach Architektur verantwortlich war.
Spreckelsen beschäftigte sich intensiv mit dem Studium von Kirchenbauten und Moscheen sowie der historischen Erforschung der Werke von Le Corbusier, Frank Lloyd Wright, Alvar Aalto und anderen Architekten des 20. Jahrhunderts. 

Grande Arche, Paris

Für die Verwirklichung der Grande Arche arbeitete er mit dem französischen Architekten Paul Andreu zusammen. Johan Otto von Spreckelsen starb 1987 im Alter von 57 Jahren, zwei Jahre vor der Fertigstellung der Grande Arche. Nach Spreckelsens Tod vollendete Andreu den Bau.
In dem Spielfilm L’inconnu de la Grande Arche aus dem Jahr 2025 wird er von Claes Bang dargestellt.

## Werkliste
- 1958: Privatresidenz und Büro in Hørsholm, Dänemark
- 1960: Kirche Sankt-Nikolai (katholisch), Hvidovre, Kopenhagen, Dänemark
- 1969: Kirche Sankt-Nikolai (katholisch), Esbjerg, Dänemark
- 1974: Kirche Vangede (dänische Volkskirche), Kopenhagen, Dänemark
- 1982: Kirche Stavnsholt (dänische Volkskirche), Farum, Kopenhagen, Dänemark
- 1989: Grande Arche de la Défense, Paris, Frankreich

## Wettbewerbe
- 1967: 1. Preis im Wettbewerb für neue Städte, für die Kunststiftung des Dänischen Staates, Statens Kunstfond, Kopenhagen, Dänemark (1964)
- 1971: 1. Preis für den nordischen Wettbewerb für eine neue Stadt in Kristianstad, Schweden
- 1973: 1. Preis für die neue Kirche von Aarhus, Dänemark
- 1977: 1. Preis für die neue Kirche von Farum in Kopenhagen, Dänemark
- 1983: Preisträger des internationalen Wettbewerbes für den Bau der Grande Arche in La Défense bei Paris, Frankreich

## Weitere Erwähnungen und Preise
- 1968: Entwurf für Wohnungsbau in Moesgaard bei Aarhus, Dänemark
- 1968: Entwurf für Wohnungsbau in Riisskov, bei Aarhus, Dänemark
- 1969: Stadium für Solbjerg Strand bei Kopenhagen
- 1969: Entwurf für Wohnungsbau in Gladsaxe, Kopenhagen
- 1970: Planetarium in Kopenhagen, Dänemark
- 1972: Parlamentsgebäude in Stockholm, Schweden
- 1975: Kirche in Holte, Dänemark

Quelle: "Architectures capitales"

## Quelle
- Sys Hartmann (Ed.): Weilbachs Kunstnerleksikon, (Weilbachs Künstlerlexikon), Kopenhagen 1994 (dänisch)